# Індійський метеорологічний департамент
Індійський метеорологічний департамент (англ. India Meteorological Department, IMD) — урядова організація Уряду Індії, що відповідає за метеорологічні дослідження, прогнозування погоди та реєстрацію і попередження про землетрус. IMD є одним із регіональних спеціалізованих метеорологічних центрів, що відповідають за прогнозування тропічних циклонів у Аравійському морі і Бенгальській затоці. Штаб-квартира організації розташована у Нью-Делі.

## Діяльність
14 червня 2023 року, Індійський метеорологічний департамент попередив, що циклон “Біпарджой”, який вирував над прилеглою північно-східною частиною Аравійського моря, стане “дуже сильним циклоном”. Того ж дня помаранчеве штормове попередження отримали узбережжя Саураштри і Катча (Kutch district), оскільки циклон викликав сильний шторм, який прямував до узбережжя Індії. Наступного дня, 15 червня 2023 року, червоний рівень небезпеки було оголошено для всіх прибережних районів. Незважаючи на вжиті заходи, відпочивальники на пляжах виявилися не готовими до наближення великої океанічної хвилі, яка буквально змила їх. В результаті, чотири людини загинули на узбережжі Махараштри, ще четверо були змиті штормовими хвилями на пляжі Джуху в місті Мумбаї.
17 червня 2023 року, Індійський метеорологічний департамент повідомив, що в районі Баллія, приблизно за 300 кілометрів на південний схід від міста Лакхнау, столиці штату Уттар-Прадеш, була  зафіксована максимальна температура в 42,2 °C, що на 4,7 °C вище за норму, в результаті чого загинуло щонайменше 34 особи.